# Radislav
Radislav je moško osebno ime.

## Izvor imena
Ime Radislav je različica moškega osebnega imena Rado.

## Pogostost imena
Po podatkih Statističnega urada Republike Slovenije je bilo na dan 31. decembra 2007 v Sloveniji število moških oseb z imenom Radislav: 136.

## Osebni praznik
Osebe z imenom Radislav lahko praznujejo god takrat kot osebe z imenom Rado.